# Schleiferei am König

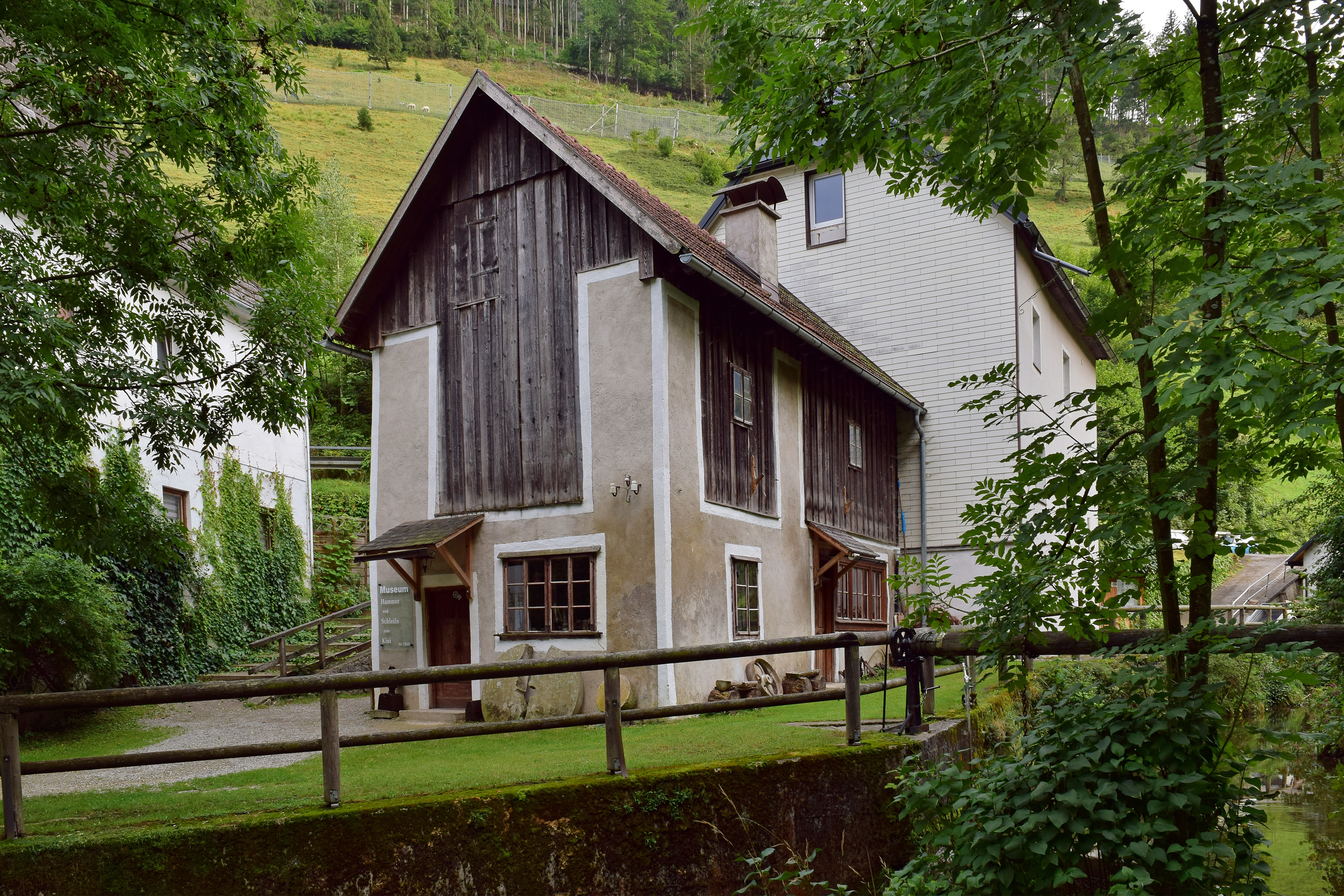
Messerschmiede vor dem hinteren Wohntrakt

Die Schleiferei am König, auch Messererhammer Brandstätter genannt, steht im Trattenbachtal in der Marktgemeinde Ternberg im Bezirk Steyr-Land in Oberösterreich. Die ehemalige Messerschmiede und heutiger Teil des Themenweges vom Museumsdorf Tal der Feitelmacher steht unter Denkmalschutz (Listeneintrag).

## Geschichte
Die Messererschleiferei wurde seit dem 17. Jahrhundert bis ins Jahr 1960 ausgeübt. Die Arbeit betrieb jeweils eine Familie.

## Bilder

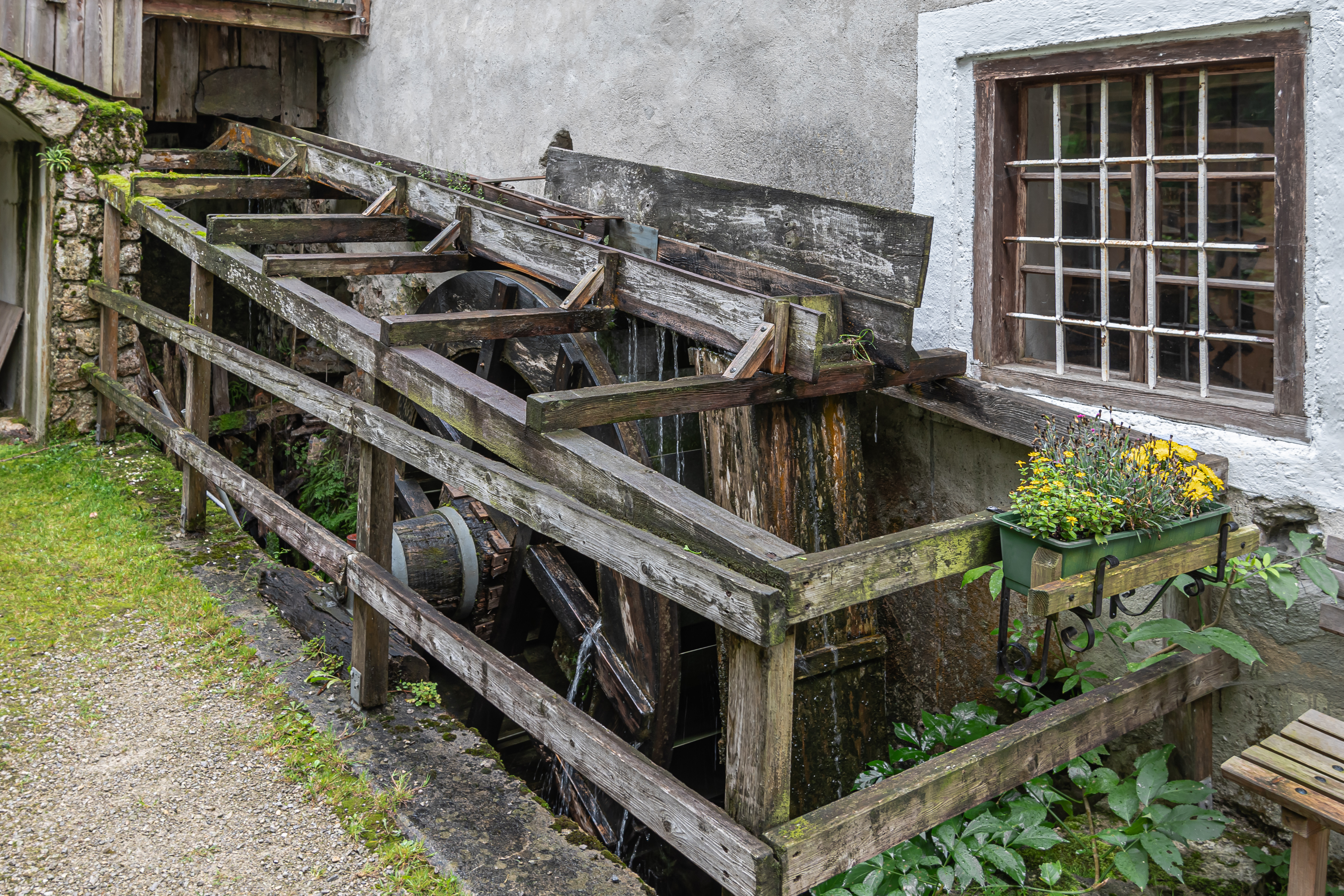
Wasserrad als Antrieb
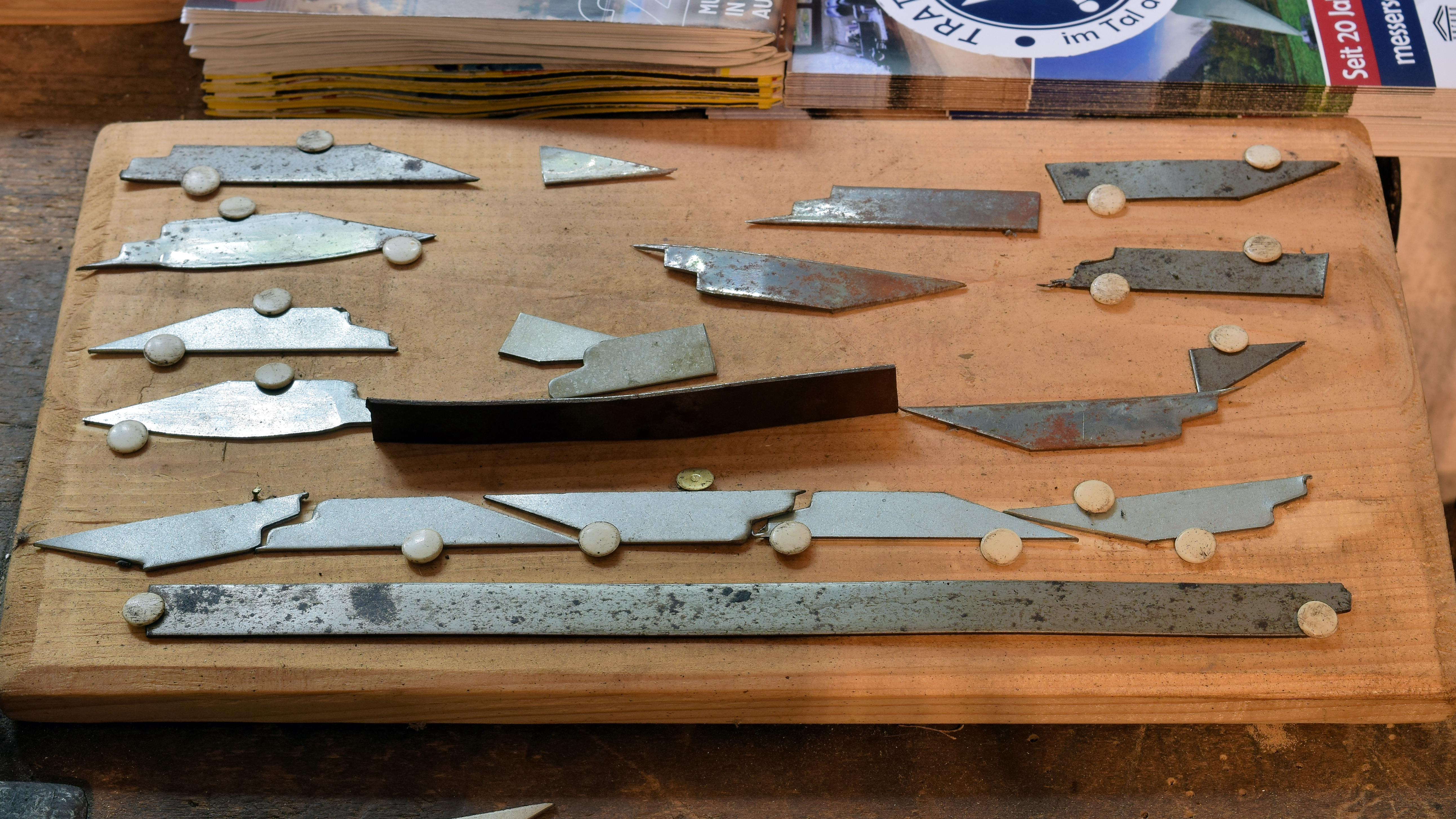
Klingenrohlinge mit geringem Verschnitt
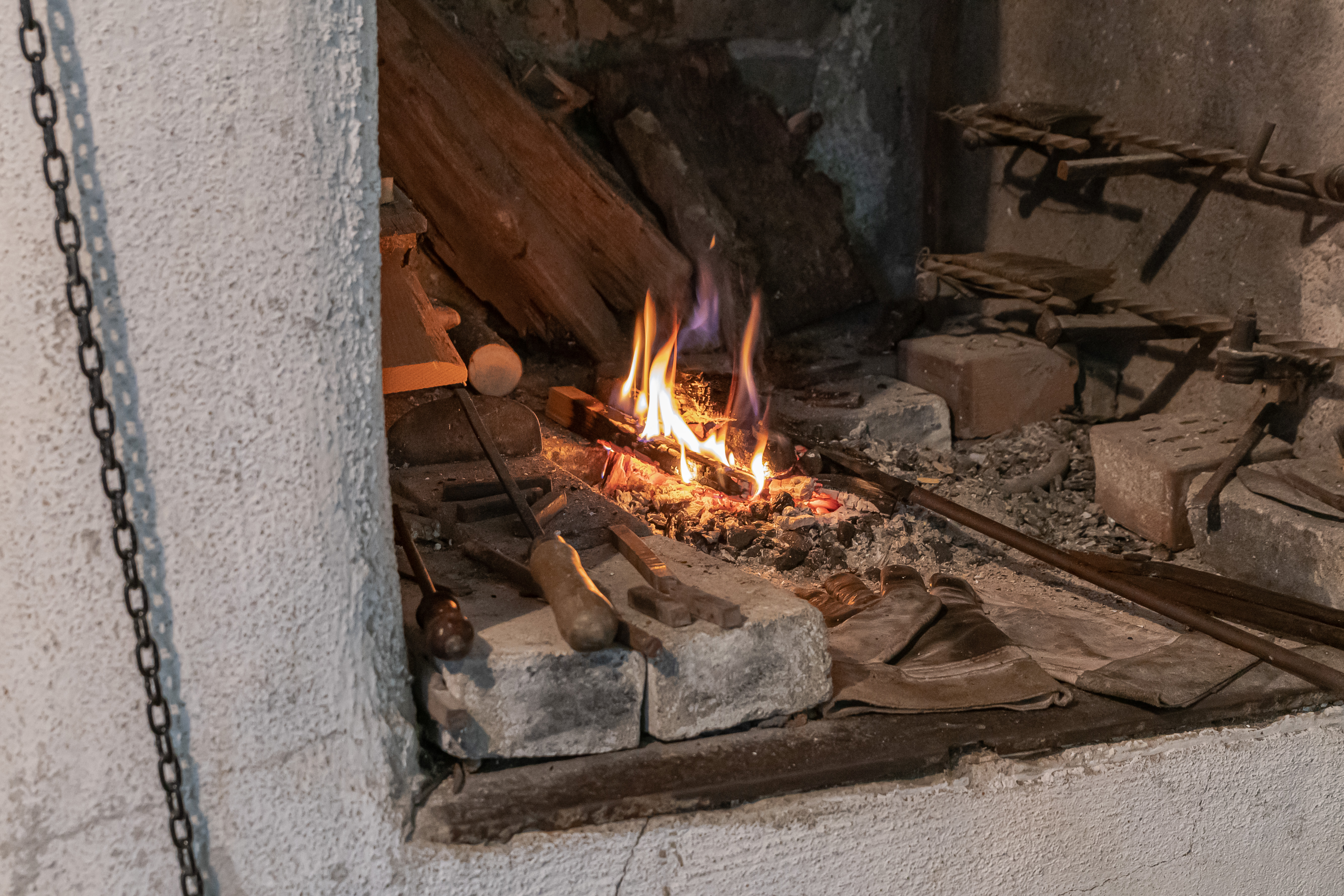
Esse
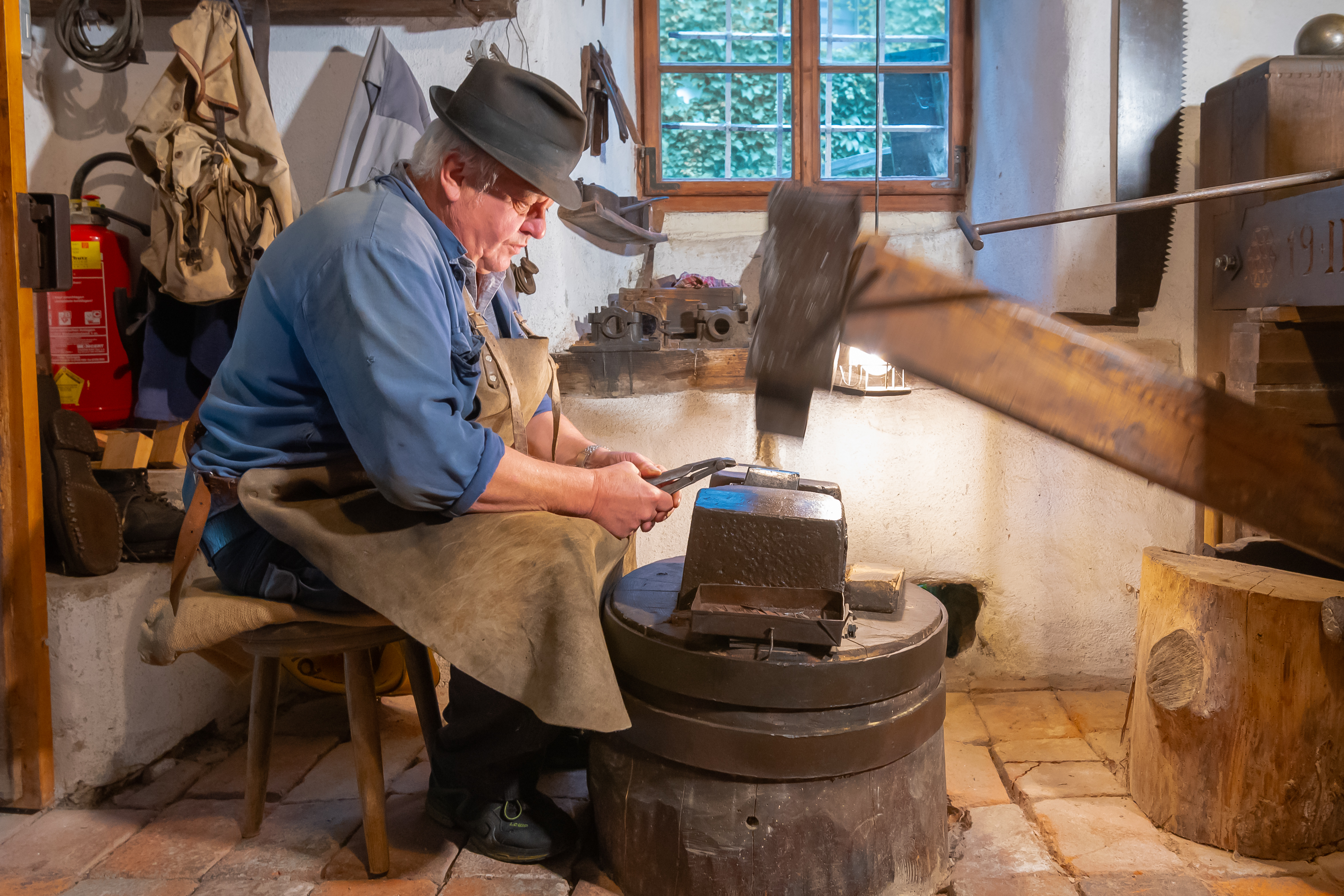
Breiten und Härten der Klinge am Schwanzhammer
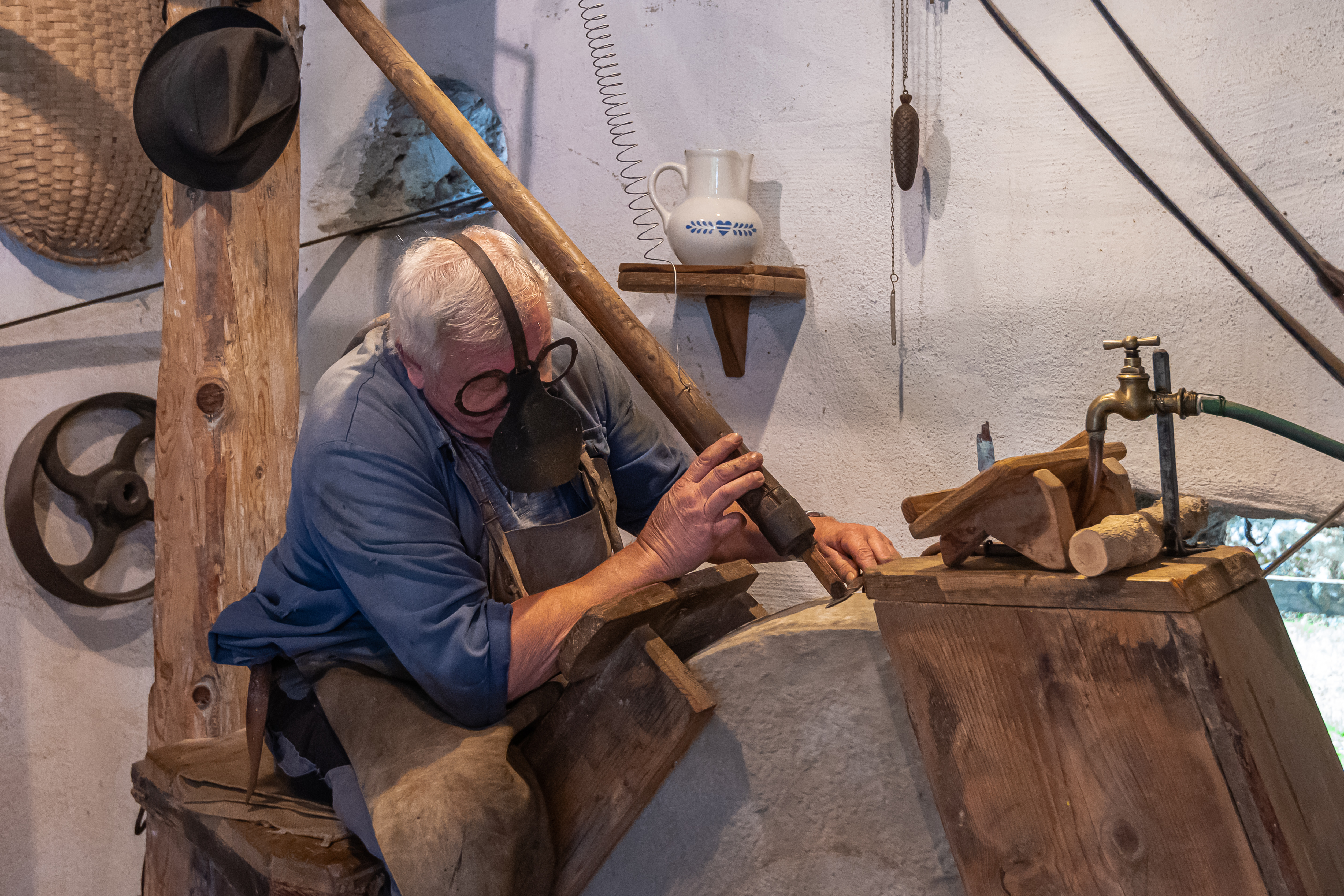
Schärfen der Klinge (Schauschärfen ohne Wasser) am Dreh-Schleifstein

## Filme
- Wasserrad mit oberschlächtigem Fluder
- Wellen und Riemen der Transmission
- Heben des Schwanzhammers
- Dreh-Schleifstein